# Sammichele di Bari
Sammichele di Bari é uma comuna italiana da região da Puglia, província de Bari, com cerca de 6.961 habitantes. Estende-se por uma área de 33 km², tendo uma densidade populacional de 211 hab/km². Faz fronteira com Acquaviva delle Fonti, Casamassima, Gioia del Colle, Turi. A vila foi fundada pelo riquíssimo comerciante de origem portuguesa Miguel Vaaz 

## Demografia
| Variação demográfica do município entre 1861 e 2011                               |
|                                                                                   |
| Fonte: Istituto Nazionale di Statistica (ISTAT) - Elaboração gráfica da Wikipedia |